# Jonas Eriksson (politico)
Mats Jonas Eriksson (Lindesberg, 12 agosto 1967) è un politico ed ex insegnante svedese ed ex membro del Riksdag, il parlamento nazionale.
Membro del Partito Verde, ha rappresentato la contea di Örebro tra ottobre 2010 e novembre 2019.
È stato leader del Gruppo Verde nel Riksdag cinque volte: da gennaio 2015 a marzo 2015;  da maggio 2015 a dicembre 2015; da novembre 2016 a gennaio 2018; da settembre 2018 a febbraio 2019; da luglio 2019 a novembre 2019.
Eriksson è figlio dell'uomo d'affari Roger Eriksson e dell'infermiera Bodil Eriksson (nata Danielsson). È stato istruito a Örebro e ha conseguito lauree in matematica, fisica, religione, amministrazione aziendale e diritto; è abilitato all'insegnamento. È stato infatti insegnante nel comune di Lindesberg dal 1989 al 1996 e nel comune di Örebro dal 1998 al 2007.